# Каменка (приток Базавлука)
Каменка (укр. Кам'янка) — река на Украине, правый приток Базавлука.

## Характеристика
Река протекает по территории Днепропетровской области. Длина реки — 96 км. Площадь водосборного бассейна — 1750 км². Уклон реки — 1,3 м/км.

### Течение
Исток реки находится около села Червоный Орлик Криничанского района.
На Каменке вблизи посёлка Токовское находится водопад.

### Притоки
Наиболее значимым притоком Каменки является левый приток — речка Жёлтенькая, которая впадает в неё неподалёку от села Каменка Апостоловского района. Справа в Каменку возле села Михайло-Заводское впадала речка Вшивая (в наше время, в связи с вырубкой лесов вдоль речки, часто пересыхающая и почти превратившаяся в балку). Также в Каменку впадают временные водотоки многочисленных балок.
| Притоки                        | Притоки   | Притоки                            | Притоки   |
| Правые                         | Правые    | Левые                              | Левые     |
| Название                       | Длина, км | Название                           | Длина, км |
| ------------------------------ | --------- | ---------------------------------- | --------- |
| балка Водяная (укр. Водяна)    | 26        | балка Григоревка (укр. Григорівка) | 11        |
| балка Широкая (укр. Широка)    | 22        | река Желтенькая (укр. Жовтенька)   | 42        |
| балка Дубовая (укр. Дубова)    | 12        |                                    |           |
| балка Волчья (укр. Вовча)      | 13        |                                    |           |
| балка Таранова (укр. Таранова) | 26        |                                    |           |
| балка Вшивая (укр. Вошива)     | 16        |                                    |           |

### Населённые пункты на реке
Вниз по течению:
- с. Червоный Орлик
- с. Братское
- с. Запорожское
- пгт Софиевка
- с. Вишнёвое
- с. Алексеевка
- с. Каменка
- с. Излучистое
- с. Новогригоровка
- с. Златоустовка
- с. Катериновка
- с. Широчаны
- с. Михайловка
- с. Михайло-Заводское
- с. Каменка
- с. Червоный Запорожец
- п. Токовское
- с. Усть-Каменка